# Corvus woodfordi
Corvus woodfordi е вид птица от семейство Вранови (Corvidae).

## Разпространение
Видът е разпространен в Соломоновите острови.